# Callistemon rugulosus

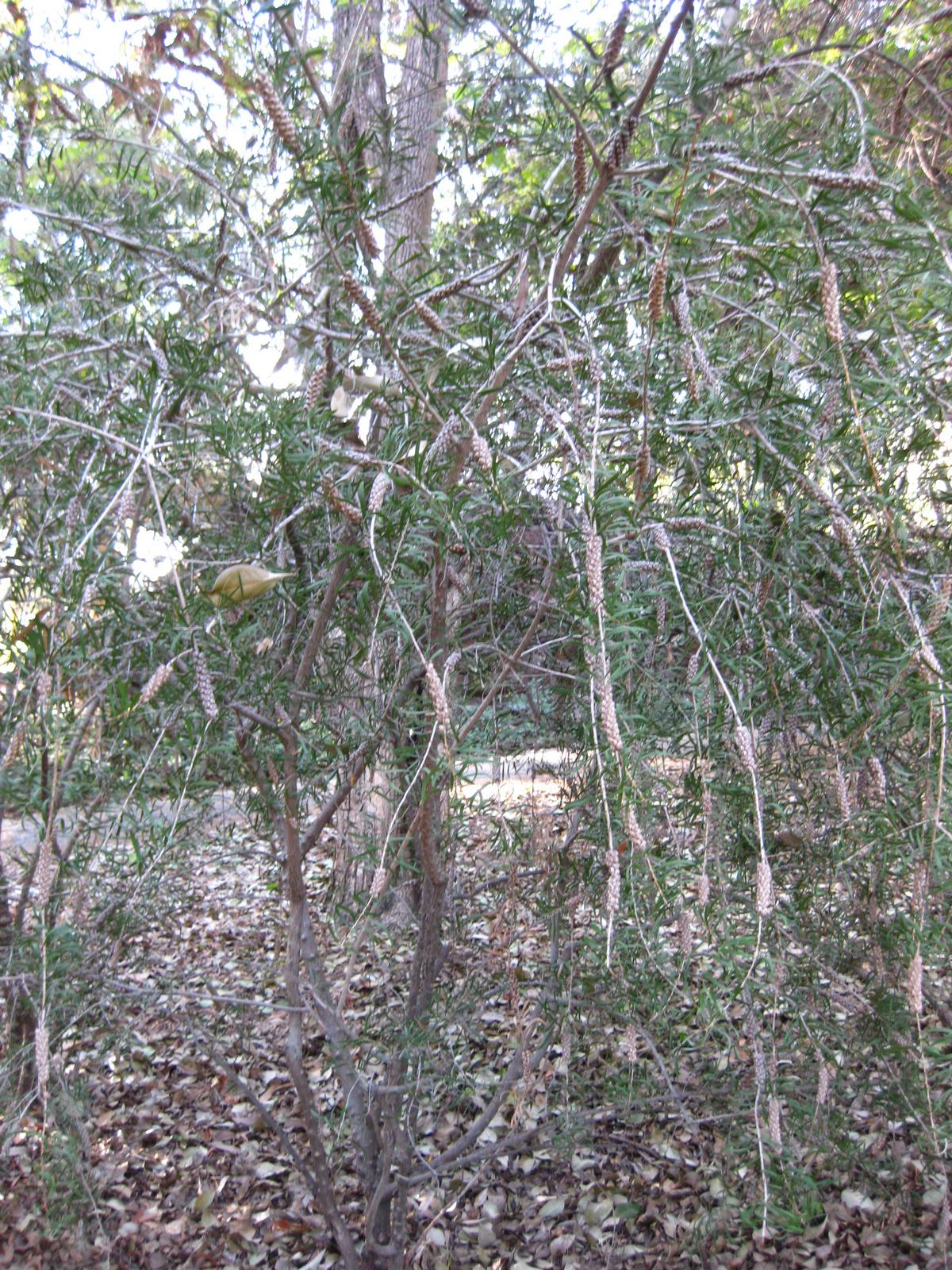
Vista de la planta

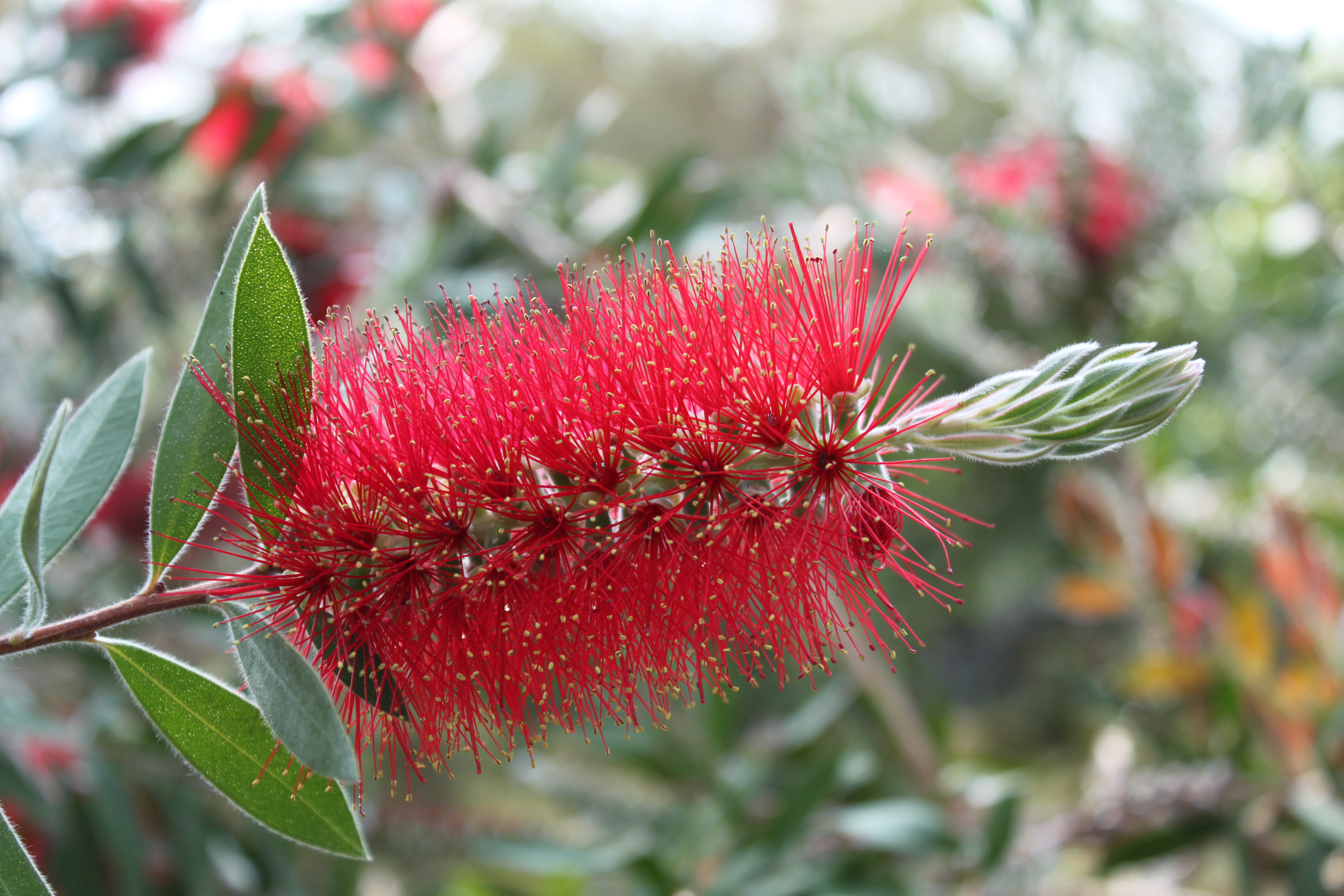
Inflorescència

Callistemon rugulosus és una espècie de planta de la família de les Mirtàcies que es distribueix per Nova Gal·les del Sud, Queensland i el sud-oest d'Austràlia. És un arbust perenne que es troba en sòls humits i ben drenats a garrigues i boscos baixos, a les depressions de sorra i prop dels cursos d'aigua. És una espècie que s'usa com a planta ornamental.